# Jakubská (Praha)
Jakubská ulice na Starém Městě v Praze spojuje ulice Malá Štupartská a Rybná. Název má podle kostela svatého Jakuba, který v roce 1232 založil král Václav I.

## Historie a názvy
Od 13. století měl prostor ulice názvy "U svatého Jakuba" nebo "Za svatým Jakubem". Název "Jakubská" se ustálil v polovině 18. století.

## Budovy, firmy a instituce
- Klášter minoritů – Jakubská 1 a Malá Štupartská 6[2]
- Kapounovský dům – Jakubská 3 a Rybná 7[3]
- Dům U Modré růže – Jakubská 11 a Králodvorská 13
- Dům U Zlatého klíče – Jakubská 16 a Králodvorská 11[4]